# DeeDee Trotter
De'Hashia Tonnek "DeeDee" Trotter (Twentynine Palms, 8 de dezembro de 1982) é uma  velocista e campeã olímpica norte-americana.
Especialista nos 400 m, ela disputou essa prova em Atenas 2004, ficando na quinta posição, com uma melhor marca pessoal de 50s00. No último dia do atletismo de pista, ela conquistou a medalha de ouro no revezamento 4x400 m junto com Sanya Richards, Monique Henderson e Monique Hennagan.
Em 2010, entretanto, a corredora reserva do revezamento Crystal Cox, que participou das eliminatórias, declarou-se culpada de uso de esteróides anabolizantes entre 2001 e 1004, incluídos os Jogos de Atenas. Com isso, a corredora teve sua medalha de ouro confiscada - corredoras reservas dos revezamentos também são medalhadas - foi suspensa por quatro anos e as medalhas de DeeDee e demais titulares daquele revezamento ficaram sub judice. A IAAF recomendou ao COI que todas as integrantes do revezamento campeão de 2004 tenham suas medalhas também devolvidas, mas até o início dos Jogos de Londres 2012, nenhuma decisão ainda tinha sido tomada.
Além do ouro olímpico, Deedee conquistou outra medalha de ouro no revezamento 4x100 m campeão mundial em Osaka 2007, junto com Richards, Allyson Felix e Mary Wineberg.
Nos Jogos Olímpicos de Londres 2012, DeeDee conquistou a medalha de bronze nos 400 m rasos, em prova vencida por sua companheira do revezamento campeão de Atenas 2004, Sanya Richards  e tornou-se bicampeã olímpica com o revezamento 4x400 m, composto por ela Allyson Felix, Sanya Richards e Francena McCorory, que venceu a prova com a marca de 3m16s87, a quinta mais rápida da história.